# Sicya ennomaria
Sicya ennomaria är en fjärilsart som beskrevs av W. Warren 1904. Sicya ennomaria ingår i släktet Sicya och familjen mätare. Inga underarter finns listade i Catalogue of Life.